# Tomoko Naraoka
Tomoko Naraoka (奈良 岡朋子 Naraoka Tomoko?, n. 1 decembrie 1929, Tokyo⁠(d), Tōkyō, Japonia – d. 23 martie 2023, Tōkyō, Japonia) a fost o actriță și o seiyu (actriță de dublaj vocal) japoneză.

## Biografie
S-a născut în 1929 în cartierul Komagome din districtul Hongō (inclus în prezent în sectorul special Bunkyō) al orașului Tokio (Japonia), în familia unui pictor. A absolvit cursurile Universității de Artă și Design Joshibi. Naraoka a debutat ca actriță de cinema în filmul Chijin no Ai (1949), inspirat din romanul Naomi al lui Jun'ichirō Tanizaki. A jucat, printre altele, în filmul Dodes'ka-den (1970) al lui Akira Kurosawa, în Rengō Kantai (1981), în Torajirō Sarada Kinenbi (un film din 1988 care face parte din îndelungata serie Otoko wa Tsurai yo), precum și în opt filme din seria Tsuribaka Nisshi.
Naraoka a apărut în mai multe seriale cu subiect istoric realizate și difuzate de televiziunea NHK. Primul serial în care a jucat a fost Ten to Chi to (1969), unde a interpretat rolul soției guvernatorului militar Uesugi Sadazane. Ea a interpretat-o apoi pe Kita no Mandokoro (soția lordului Toyotomi Hideyoshi) în Haru no Sakamichi (1971) și a apărut mai târziu în Kaze to Kumo to Niji to (1976).

## Filmografie selectivă

### Filme de cinema
- 1949: Un amour insensé (痴人の愛 Chijin no ai?), regizat de Keigo Kimura - Hatsuko
- 1952: Les Enfants d'Hiroshima (原爆の子 Genbaku no ko?), regizat de Kaneto Shindō
- 1953: Epitome (縮図 Shukuzu?), regizat de Kaneto Shindō
- 1955: Le Pauvre Cœur des hommes (こころ Kokoro?), regizat de Kon Ichikawa - Kume
- 1955: Les Loups (狼 Ōkami?), regizat de Kaneto Shindō
- 1955: Ishigassen (石合戦?), regizat de Mitsuo Wakasugi - Okimi
- 1956: Aya ni ai shiki (あやに愛しき?), regizat de Jūkichi Uno
- 1958: Rumeurs de la nuit (夜の鼓 Yoru no tsuzumi?), regizat de Tadashi Imai - servitoarea Orin
- 1959: Le Chant de la carriole (荷車の歌 Niguruma no uta?), regizat de Satsuo Yamamoto - Komura
- 1959: Inoru hito (祈るひと?), regizat de Eisuke Takizawa
- 1959: Sekai o kakeru koi (世界を賭ける恋?), regizat de Eisuke Takizawa - Sachiko Muraoka
- 1960: Zassō no yō na inochi (雑草のような命?), regizat de Eisuke Takizawa - Hisako Wakamura
- 1960: On devient tous fous (すべてが狂ってる Subete ga kurutteru?), regizat de Seijun Suzuki - Masayo Sugita
- 1961: Cochons et Cuirassés (豚と軍艦 Buta to gunkan?), regizat de Shōhei Imamura
- 1961: Aoi me no sugao (青い芽の素顔?), regizat de Kiyoshi Horiike - Shige Yamanaka
- 1962: Nukiuchi fūraibō (抜き射ち風来坊?), regizat de Isamu Kosugi - Yuki Maebara
- 1962: Harukanaru kuni no uta (遙かなる国の歌?), regizat de Takashi Nomura - Natsue Tokuhisa
- 1962: Asu no hanayome (あすの花嫁?), regizat de Takashi Nomura - Fuyo Shiozaki
- 1963: Kaze no shisen (風の視線?), regizat de Yoshirō Kawazu - Eiko Kuze
- 1963: Une forteresse pour nous deux (二人だけの砦 Futari dake no toride?), regizat de Minoru Shibuya - Akiko Sakurai
- 1963: Kōkan nikki (交換日記?), regizat de Kenjirō Morinaga - Mitsuko Usui
- 1963: Kiriko no tango (霧子のタンゴ?), regizat de Eisuke Takizawa - Tsuru Somei
- 1963: La Mer étincelante (光る海 Hikaru umi?), regizat de Kō Nakahira - infirmiera Hanada
- 1964: Hanayome wa jūgo sai (花嫁は十五才?), regizat de Mitsuo Ezaki
- 1964: Le Parfum de l'encens (香華 Kōge?), regizat de Keisuke Kinoshita - soția lui Ezaki
- 1965: La Chaise du témoin (証人の椅子 Shōnin no isu?), regizat de Satsuo Yamamoto
- 1966: Les Montagnes du cœur (こころの山脈 Kokoro no sanmyaku?), regizat de Kōzaburō Yoshimura
- 1966: Anata no inochi (あなたの命?), regizat de Buichi Saitō
- 1966: Zesshō (絶唱?), regizat de Katsumi Nishikawa - Sato, mama lui Koyuki
- 1967: Koi no highway (恋のハイウエイ?), regizat de Buichi Saitō - Moriko Kaji
- 1967: Hana to kaijitsu (花と果実?), regizat de Kenjirō Morinaga - Tomiko Murakami
- 1968: Hana no koibitotachi (花の恋人たち?), regizat de Buichi Saitō - Tsune Rōyama
- 1968: La Jeunesse du Japon (日本の青春 Nihon no seishun?), regizat de Masaki Kobayashi - Miyo Kosaka, soția lui Zensaku[4]
- 1969: Retsuden shumei tobaku (侠花列伝 襲名賭博?), regizat de Keiichi Ozawa - Okei
- 1970: Troupeaux terrestres (地の群れ Chi no mure?), regizat de Kei Kumai - Mitsuko
- 1970: Dodes'ka-den (どですかでん Dodesukaden?), regizat de Akira Kurosawa - Ochō, soția lui Hei[2][5]
- 1971: Yomigaeru daichi (甦える大地?), regizat de Noboru Nakamura - Yoshiko
- 1971: Asagiri (朝霧?), regizat de Kenji Yoshida
- 1972: Les Jeunes Soldats de la marine (海軍特別年少兵 Kaigun tokubetsu nenshō-hei?), regizat de Tadashi Imai - Masako Kurimoto[6]
- 1977: Orin la proscrite (はなれ瞽女おりん Hanare goze Orin?), regizat de Masahiro Shinoda : Teruyo
- 1978: L'Amour - Tournez la tête (ふりむけば愛 Furimukeba ai?), regizat de Nobuhiko Ōbayashi : Matsuko Ishiguro
- 1980: Tobe ikarosu no tsubasa (翔べイカロスの翼?), regizat de Tokihisa Morikawa - mama
- 1980: Parents, réveillez-vous ! (父よ母よ！ Chichi yo haha yo!?), regizat de Keisuke Kinoshita
- 1981: Rengo kantai (連合艦隊?), regizat de Shūe Matsubayashi
- 1985: Le Démon (夜叉 Yasha?), regizat de Yasuo Furuhata - Matsuko[7]
- 1985: Haru no kane (春の鐘?), regizat de Koreyoshi Kurahara
- 1987: Hotaru-gawa (螢川?), regizat de Eizō Sugawa - Harue
- 1988: Otoko wa tsurai yo: Torajirō sarada kinenbi (男はつらいよ 寅次郎サラダ記念日?), regizat de Yōji Yamada
- 1990: Ruten no umi (流転の海?), regizat de Buichi Saitō
- 1991: L'Affaire du meurtre de la légende de Tenga (天河伝説殺人事件 Tenkawa densetsu satsujin jiken?), regizat de Kon Ichikawa - Aya Gondo
- 1991: Guerre et jeunesse (戦争と青春 Sensō to seishun?), regizat de Tadashi Imai - mătușa Sakiko / Lee Soon-ik
- 1991: Musuko (息子?), regizat de Yōji Yamada
- 1997: Tsuribaka nisshi 9 (釣りバカ日誌９?), regizat de Tomio Kuriyama
- 1998: Tsuribaka nisshi 10 (釣りバカ日誌１０?), regizat de Tomio Kuriyama
- 1999: Poppoya (鉄道員?), regizat de Yasuo Furuhata - Mune Kato
- 2000: Tsuribaka nisshi: 11 (釣りバカ日誌イレブン?), regizat de Katsuhide Motoki
- 2001: Le Chemin des lucioles (ホタル Hotaru?), regizat de Yasuo Furuhata - Tomiko Yamamoto
- 2001: Tsuribaka nisshi 12: Shijo saidai no kyuka (釣りバカ日誌１２ 史上最大の有給休暇?), regizat de Katsuhide Motoki - Hisae Suzuki
- 2002: Tsuribaka nisshi 13: Hama-chan kiki ippatsu! (釣りバカ日誌１３ ハマちゃん危機一髪！?), regizat de Katsuhide Motoki - Hisae Suzuki
- 2003: Tsuribaka nisshi 14 (釣りバカ日誌１４ お遍路大パニック！?), regizat de Yūzō Asahara - Hisae Suzuki
- 2004: Han-ochi (半落ち?), regizat de [[Kiyoshi Sasabe}}
- 2004: Tsuribaka nisshi 15: Hama-chan ni asu wa nai? (１５ ハマちゃんに明日はない！？?), regizat de Yūzō Asahara - Hisae Suzuki
- 2005: Tsuribaka nisshi 16 (釣りバカ日誌１６?), regizat de Yūzō Asahara - Hisae Suzuki
- 2006: Tsuribaka nisshi 17 (釣りバカ日誌１７?), regizat de Yūzō Asahara - Hisae Suzuki
- 2010: Reiruweizu : 49-sai de densha no untenshi ni natta otoko no monogatari (RAILWAYS 49歳で電車の運転士になった男の物語?), regizat de Yoshinari Nishikōri
- 2014: Mahoro ekimae kyōsōkyoku (まほろ駅前狂騒曲?), regizat de Tatsushi Ōmori
- 2015: Okaasan no ki (おかあさんの木?), regizat de Itsumichi Isomura
- 2016: Tatara samurai (たたら侍?), regizat de Yoshinari Nishikōri

### Dublaj de voce
- 1984: Oshin (おしん?), regizat de Eiichi Yamamoto - narator (voce)
- 2008: Ponyo (崖の上のポニョ Gake no ue no Ponyo?), regizat de Hayao Miyazaki - Yoshie (voce)

## Roluri în teatru
- 1989: Fructele mâniei - „Ma” Joad (adaptarea romanului lui John Steinbeck cu ocazia aniversării a cincizeci de ani de la lansarea sa[8])

## Premii și distincții
- 1965: Premiul Mainichi pentru cea mai bună actriță în rol secundar pentru interpretarea sa din Shōnin no isu[9][10]
- 1970: Premiul Mainichi pentru cea mai bună actriță într-un rol secundar pentru interpretările sale din Chi no mure și Dodes'ka-den[2][11][12]
- 1992: Medalia de Onoare cu panglică purpurie
- 2000: Ordinul Soarelui Răsare, cl. a IV-a, raze de aur cu rozetă
- 2002: Premiul Panglica Albastră pentru cea mai bună actriță în rol secundar pentru interpretarea sa din Hotaru

### Nominalizări
- 1978: Premiul Academiei Japoneze de Film pentru cea mai bună actriță în rol secundar pentru interpretarea sa din Hanare goze Orin
- 2002: Premiul Academiei Japoneze de Film pentru cea mai bună actriță în rol secundar pentru interpretarea sa din Hotaru

## Legături externe
- Tomoko Naraoka la Internet Movie Database
- Tomoko Naraoka pe Japanese Movie Database